# 克里斯·康奈爾
克里斯·康奈爾（英語：Chris Cornell，1964年7月20日—2017年5月17日）是一位出身于美國西雅圖的歌手、音樂家、吉他手、詞曲作家，是搖滾樂團声音花园的主唱兼鼓手，他以擁有橫跨四個八度的音域而聞名樂壇。2017年5月17日，康奈尔在声音花园的演出后被发现死在酒店浴缸裡。警方宣布其死因为上吊自杀。

## 生平
1964年出生在西雅图，康奈爾曾是聲音花園（Soundgarden）樂隊（1984-1997年期間）和音魔合唱團（Audioslave）樂隊的主唱。此外他還發表過三枚個人專輯，分別是Euphoria Morning（1999年）、Carry On（2007年）和Scream（2009年）。最近康奈爾表示聲音花園樂隊將在2010年重新結成。

## 家庭
他的父親是一位愛爾蘭出身的藥劑師，母親是猶太人。有兩個哥哥和兩個妹妹。

## 相关人物
- 查斯特·班寧頓，康奈爾的好友，林肯公园主唱，2017年7月20日康奈爾冥誕當日，自縊身亡。

## 外部連結
- 官方网站 （英文）